# Robert Sýkora
Robert Sýkora (3. června 1964) je český podnikatel, bývalý náměstek ministra průmyslu a obchodu Miroslava Grégra.
V roce 2007 prodal expremiérovi Stanislavu Grossovi za 21 milionů Kč třetinový podíl ve společnosti Moravia Energo, který Gross později prodal za 110 milionů korun společnosti Arca Capital Bohemia.
Jeho otcem je Antonín Sýkora, bývalý poslanec ČSSD, o kterém v roce 2011 referovala média jako o muži, kterému na švýcarský účet mělo přijít v souvislosti s privatizací společnosti Mostecká uhelná 85 000 dolarů, což ale A. Sýkora popřel.

## Kariéra
V roce 1991 se stal místopředsedou mladých sociálních demokratů, kde se spřátelil se Stanislavem Grossem.
Po parlamentních volbách v červnu 1998 získal ředitelský post na ministerstvu průmyslu a obchodu. V září 1998 se MPO rozhodlo vyměnit všechny čtyři zástupce státu v dozorčí radě státního podniku ČPP Transgas. Jedním z nových členů se měl stát i Robert Sýkora.
Dne 1. ledna 1999 se Sýkora stal jedním z Grégrových náměstků. V létě téhož roku řešil propouštění ve společnosti OKD, kterou prostřednictvím společnosti Karbon Invest ovládal Metalimex. Navrhl prodat 45% podíl státu v OKD Metalimexu a získané prostředku použít na útlum těžby. Po zvolení 21. června 1999 vykonával od 12. října 1999 do 22. června 2000 funkci předsedy dozorčí rady akciové společnosti Nová huť (dnes Liberty Ostrava).

## Privatizace Mostecké uhelné a trestní stíhání
Na jaře roku 1999 řešil útlum těžby ve společnosti Mostecká uhelná (dnes Czech Coal), jejímž majoritním vlastníkem tehdy byla společnost Appian Group. Sýkora se s vedením MU dohodl na založení speciální agentury, která bude hledat pro odcházející zaměstnance nové uplatnění. Stát do agentury vložil 100 milionů korun.
V roce 2012 informoval internetový magazín Česká pozice, že byl Sýkora obviněn švýcarskou prokuraturou spolu s dalšími v kauze Mostecké uhelné ze zpronevěření více než 14 miliard korun, ovšem Sýkora mezi obžalovanými nebyl.
V květnu 2017 podalo Vrchní státní zastupitelství v Olomouci v kauze obžalobu na Sýkoru a na pětici bývalých manažerů Mostecké uhelné (Antonína Koláčka, Jiřího Diviše, Marka Čmejlu, Oldřicha Klimeckého a Petra Krause).